# Agylla nubens
Agylla nubens är en fjärilsart som beskrevs av William Schaus 1899. Agylla nubens ingår i släktet Agylla och familjen björnspinnare. Inga underarter finns listade i Catalogue of Life.